# 4-Hydroxy-3-méthylbut-2-ényle diphosphate réductase
La 4-hydroxy-3-méthylbut-2-ényle diphosphate réductase est une oxydoréductase qui catalyse la conversion du (E)-4-hydroxy-3-méthyl-but-2-ényl-pyrophosphate (HMB-PP) en Isopentényl-pyrophosphate (IPP) ou Diméthylallyl-pyrophosphate (DMAPP) dans un ratio 5:1 :
|        | + NADH/NADPH + H+ {\displaystyle \rightleftharpoons } H2O + NAD+/NADP+ + |     | ou bien |       |
| HMB-PP |                                                                          | IPP |         | DMAPP |

Cette enzyme intervient à la septième et dernière étape de la voie du méthylérythritol phosphate, qui est une voie métabolique de biosynthèse de l'isopentényl-pyrophosphate (IPP) et du diméthylallyl-pyrophosphate (DMAPP) alternative à la voie du mévalonate chez les plantes, certains protozoaires et la plupart des bactéries, l'IPP et le DMAPP étant des métabolites qui conduisent notamment à la synthèse des terpénoïdes.
Elle contient un système par lequel la ferrédoxine est tout d'abord réduite et ensuite à nouveau oxydée par une réductase fonctionnant au NAD+/NADP+.